# Digne-les-Bains
Digne-les-Bains, tudi Digne (okcitansko/provansalsko Dinha/Digno) je zdraviliško mesto in občina v jugovzhodni  francoski regiji Provansa-Alpe-Azurna obala, prefektura departmaja Alpes-de-Haute-Provence. Leta 2006 je mesto imelo 17.868 prebivalcev.

## Geografija
Kraj se nahaja v pokrajini Visoki Provansi ob reki Bléone in njenem pritoku Mardaric, na pol poti med Cannesom in Grenoblom, v vznožju Provansalskih Alp.

## Administracija
Digne-les-Bains je sedež dveh kantonov:
- Kanton Digne-les-Bains-Vzhod (del občine Digne-les-Bains, občine Entrages, Marcoux, La Robine-sur-Galabre: 9.587 prebivalcev),
- Kanton Digne-les-Bains-Zahod (del občine Digne-les-Bains, občine Aiglun, Barras, Le Castellard-Melan, Le Chaffaut-Saint-Jurson, Champtercier, Mallemoisson, Mirabeau, Hautes-Duyes, Thoard: 11.860 prebivalcev),

Mesto je prav tako sedež okrožja, v katerega so poleg njegovih dveh vključeni še kantoni Barrême, La Javie, Les Mées, Mézel, Moustiers-Sainte-Marie, Riez, Seyne in Valensole z 48.128 prebivalci.

## Zgodovina
Ozemlje Digne-les-Bainsa je bilo naseljeno že v neolitiku. V rimskem obdobju je kraj postal stalna trgovska postojanka. Od takrat dalje je bil omenjen kot glavno središče trgovine s sivko.

## Zanimivosti
- romanska katedrala Notre-Dame-du-Bourg iz 9. stoletja, obnovljena v začetku 13. stoletja, sedež škofov Digna, Rieza in Sisterona, danes muzej, francoski zgodovinski spomenik,
- gotska katedrala Saint-Jérôme iz konca 15. stoletja, prav tako francoski zgodovinski spomenik,
- geološki muzej z vrtom metuljev, občinski muzej, muzej druge svetovne vojne,
- Center sodobne umetnosti,
- botanični vrt, ustanovljen 1986 na mestu nekdanjega samostana iz 13. stoletja, po katerem je tudi imenovan (Jardin botanique des Cordeliers),
- v dolini Eaux-Chaudes se nahaja osem virov, ki se uporabljajo za vročo in hladno hidroterapijo.

## Pobratena mesta
- Bad Mergentheim (Baden-Württemberg, Nemčija)
- Borgomanero (Piemont, Italija)
- Douma (Libanon)
- Kamaishi (Tōhoku, Japonska)